# Càpsula interna
La càpsula interna és una estructura de substància blanca situada a la part inferomedial de cada hemisferi cerebral del cervell. Porta informació més enllà dels ganglis basals, separant el nucli caudat i el tàlem del putamen i el globus pàl·lid. La càpsula interna conté axons tant  ascendent com descendent, que van i provenen de l'escorça cerebral. També separa el nucli caudat i el putamen a l'estriat dorsal, una regió cerebral implicada en les vies motrius i de retorn.
El tracte corticoespinal constitueix una gran part de la càpsula interna, transportant informació motora des de l'escorça motora primària fins a les motoneurones inferiors a la medul·la espinal.
Per sobre dels ganglis basals, el tracte corticoespinal és una part de la corona radiant. Per sota dels ganglis basals el tracte s'anomena crus cerebri (una part del peduncle cerebral) i per sota de la protuberància s'anomena tracte corticoespinal.